# 村宮克彦
村宮 克彦（むらみや かつひこ）は、日本の会計学者。大阪大学大学院経済学研究科教授。専門は財務会計。現在の研究課題は、資本市場に基づく財務会計の実証的研究。

## 経歴

### 学歴
- 平成14年3月 - 大阪市立大学商学部卒業
- 平成14年4月 - 神戸大学大学院経営学研究科博士前期課程入学
- 平成16年3月 - 神戸大学大学院経営学研究科博士前期課程修了
- 平成16年4月 - 神戸大学大学院経営学研究科博士後期課程入学
- 平成19年3月 - 神戸大学大学院経営学研究科博士後期課程修了

### 職歴
- 平成18年 4月 - 大阪産業大学経営学部客員講師
- 平成19年 4月 - 神戸大学大学院経営学研究科学術推進研究員
- 平成19年10月 - 神戸大学経済経営研究所講師
- 平成24年 4月 - 大阪大学大学院経済学研究科講師
- 平成27年 4月 - 大阪大学大学院経済学研究科准教授

## 受賞歴
- 2005年証券アナリストジャーナル賞 2006年10月